# Бобенгайм-Роксгайм
Бобенгайм-Роксгайм (нім. Bobenheim-Roxheim) — громада в Німеччині, розташована в землі Рейнланд-Пфальц. Входить до складу району Рейн-Пфальц.
Площа — 21 км2. Населення становить 10 120 ос. (станом на 31 грудня 2020).